# Crane megye
Crane megye az Amerikai Egyesült Államokban, azon belül Texas államban található. Megyeszékhelye Crane, legnagyobb városa Crane. Lakosainak száma 4675 fő (2020. április 1.). Crane megye Ector, Upton, Pecos, Ward és Crockett megyékkel határos.

## Népesség
A megye népességének változása:
| Lakosok száma | 4375 | 4367 | 4573 | 4773 | 5048 | 4740 | 4675 |
|               | 2010 | 2011 | 2012 | 2013 | 2015 | 2017 | 2020 |